# Mathilde Pichery
Mathilde Pichery est une kayakiste française pratiquant le slalom née le 8 juin 1981.

## Palmarès

### Championnats du monde de canoë-kayak slalom
- Médaille d'or en relais 3xK1 en 2006 à Prague,  République tchèque
- Médaille d'or en relais 3xK1 en 2002 à Bourg-Saint-Maurice,  France

### Championnats d'Europe de canoë-kayak slalom
- Médaille de bronze en K1 en 2009 à Nottingham   Royaume-Uni
- Médaille de bronze en relais 3xK1 et  Médaille de bronze en K1 en 2006 à L'Argentière-la-Bessée  France

## Consultante
Durant les Jeux olympiques 2020 à Tokyo, elle est consultante pour France Télévisions et commente les épreuves de slalom de canoë-kayak avec Hélène Macurdy.